# Rhamphoria delicatula
Rhamphoria delicatula är en svampart som beskrevs av Niessl 1876. Rhamphoria delicatula ingår i släktet Rhamphoria och familjen Annulatascaceae.  Arten är reproducerande i Sverige. Inga underarter finns listade i Catalogue of Life.